# Propiophenon
Propiophenon ist eine organisch-chemische Verbindung aus der Stoffgruppe der aromatischen Ketone.

## Gewinnung und Darstellung
Propiophenon kann durch eine Friedel-Crafts-Acylierung von Benzol mit Propionylchlorid in Gegenwart der Lewis-Säure Aluminiumchlorid synthetisiert werden.
Am Ende muss die Reaktionsmischung wässrig aufgearbeitet werden, um das komplexierte Aluminiumchlorid zu hydrolysieren und das Keton freizusetzen. Man erreicht Ausbeuten von etwa 84 %.
Industriell wird häufig auch die katalytische Ketonisierung von Benzoesäure mit Propionsäure bei Temperaturen von 440–520 °C an Calciumacetat-Katalysatoren auf Aluminiumoxid durchgeführt.

## Verwendung
Propiophenon findet hauptsächlich zur Herstellung von Medikamenten wie Dextropropoxyphen, Norephedrin und Phenmetrazin Verwendung.